# Fabronia guarapiensis
Fabronia guarapiensis är en bladmossart som beskrevs av Bescherelle 1891. Fabronia guarapiensis ingår i släktet Fabronia och familjen Fabroniaceae. Inga underarter finns listade i Catalogue of Life.